# 宇和海
宇和海（うわかい）は、愛媛県と大分県の間にある豊後水道の愛媛県側の海域、もしくは佐田岬半島南側で豊後水道に面する（接する）海域のことである。
便宜上、南宇和の複雑な入り江が混じった海岸線（一般に宇和海リアス式海岸）を指すこともある。国立公園の足摺宇和海国立公園の「宇和海」は後者の定義を兼ねている。かつては、うわのうみとも呼ばれた。

## 概要
豊後水道の愛媛県側の海域、もしくは佐田岬半島の南に位置し豊後水道に接する海域を「宇和海」と呼ぶ。奥には宇和島湾があり、大小様々な島が浮かんでいる。北は佐田岬半島、南は日振島などの島々や由良半島に囲まれており、隣接する水域として瀬戸内海、豊予海峡、北太平洋（フィリピン海）がある。
沿岸は変化に富み複雑な構造のリアス式海岸で、御荘を始め、景勝に富んだ場所が多い。磯海岸が多く、流れ込む河川はいずれも小規模であることもあり、砂浜は佐田岬半島の南岸にみられる程度と少ない。沿岸では入り江を利用した養殖漁業も盛んであり、特に真珠やハマチ、マダイの養殖は全国有数のメッカとなっている。また、内陸部は段丘が発達しており、段丘面では温州みかんの栽培も盛んである。
1970年に日本最初の海中公園に指定され、1972年には足摺宇和海国立公園に組み込まれた。
ただ、鉄道交通網や道路網の未整備など交通アクセスが非常に脆弱（特に宇和島市以南）で、都市圏から時間を要するため、志摩半島や若狭湾などと比較すると、観光開発はさほど進行していない。
10世紀の頃には海賊の根拠地となっており、藤原純友の乱の中心人物藤原純友は宇和海に浮かぶ日振島を根拠地としていた。
水深が深く、潮通しが良い事から海洋生物の回遊経路や生息地になっており、クジラやイルカやウミガメやニホンアシカやジンベイザメなどの記録も存在する他（豊後水道#自然環境を参照）、古来から好漁場としても知られてきた。アジ、サバ、イワシの漁獲の他、近年ではブリやマダイや真珠（アコヤガイ）などの養殖業も盛んである。

## 宇和海の主な島
- 大島
- 地ノ大島
- 嘉島
- 戸島
- 横島
- 日振島
- 御五神島
- 竹ヶ島